# Kruibeke
Kruibeke é um município belga localizado na província de Flandres Oriental. O município é constituído pelas vilas de Bazel, Kruibeke e Rupelmonde. Em 1 de Janeiro de 2006, o município de Kruibeke tinha uma população de 15.216 habitantes, uma área total de 33,42 km² e uma consequente densidade populacional de   455 habitantes por km².
O mais antigo centro da área é o castelo feudal de  Wissekerke em Bazel, que foi habitada pela antiga família  Vilain até 1989.
O presidente da câmara chama-se Antoine Denert e tem tido ideias originais. Em Março de 2003, fundou o Departamento da Delicadeza para encorajar os seus moradores  a ser mais simpáticos uns com os outros.  Denert aflige-se que  " Hoje em dia As pessoas não se abraçam e  que é esse  o motivo porque há cada vez mais conflitos e anuncia: "Eu vou dar o exemplo e começo na  minha própria vila a acariciar, abraçar e beijar o maior número de pessoas".  Até Junho de 2007, mais nenhum outro governo ou município do mundo tinha tido essa tão original ideia.

## Habitantes

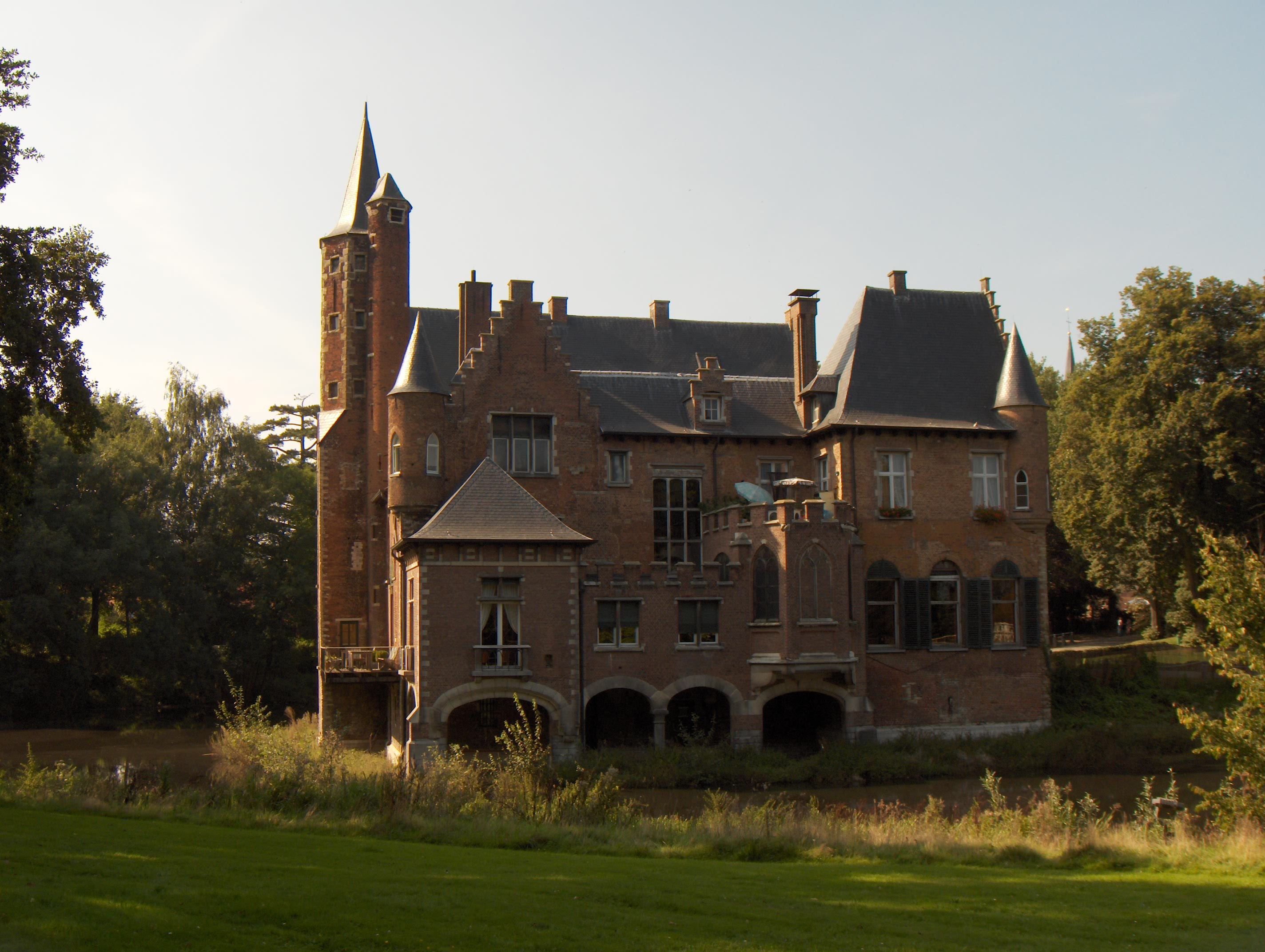
Vila de Bazel, Castelo de Wissekerke.

- Gerardus Mercator, cartógrafo